# Villa Farnesina
A Villa Farnesina (ou Villa della Farnesina, ou simplesmente a Farnesina) é um palácio de Roma construído entre 1508 e 1511, por Baldassare Peruzzi, no Rione Trastevere, para o banqueiro de Siena Agostino Chigi. Em 1580 foi adquirido pelo Cardeal Alessandro Farnese, recebendo assim o nome actual. A Villa Farnesina foi a primeira villa nobre suburbana de Roma. O palácio acolhe, actualmente, a Accademia dei Lincei.

## História e Arquitectura

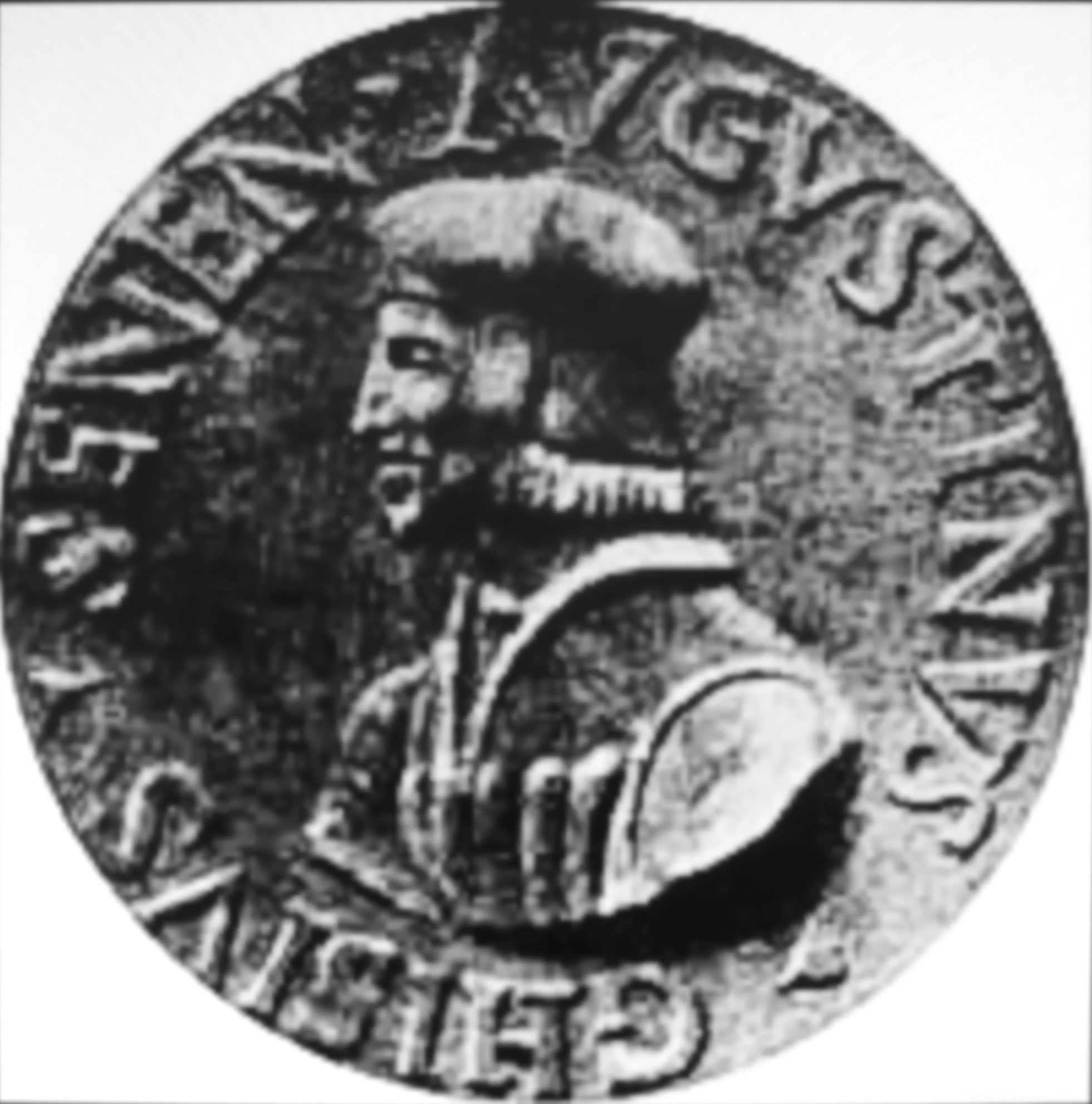
Agostino Chigi, primeiro dono da Villa Farnesina.

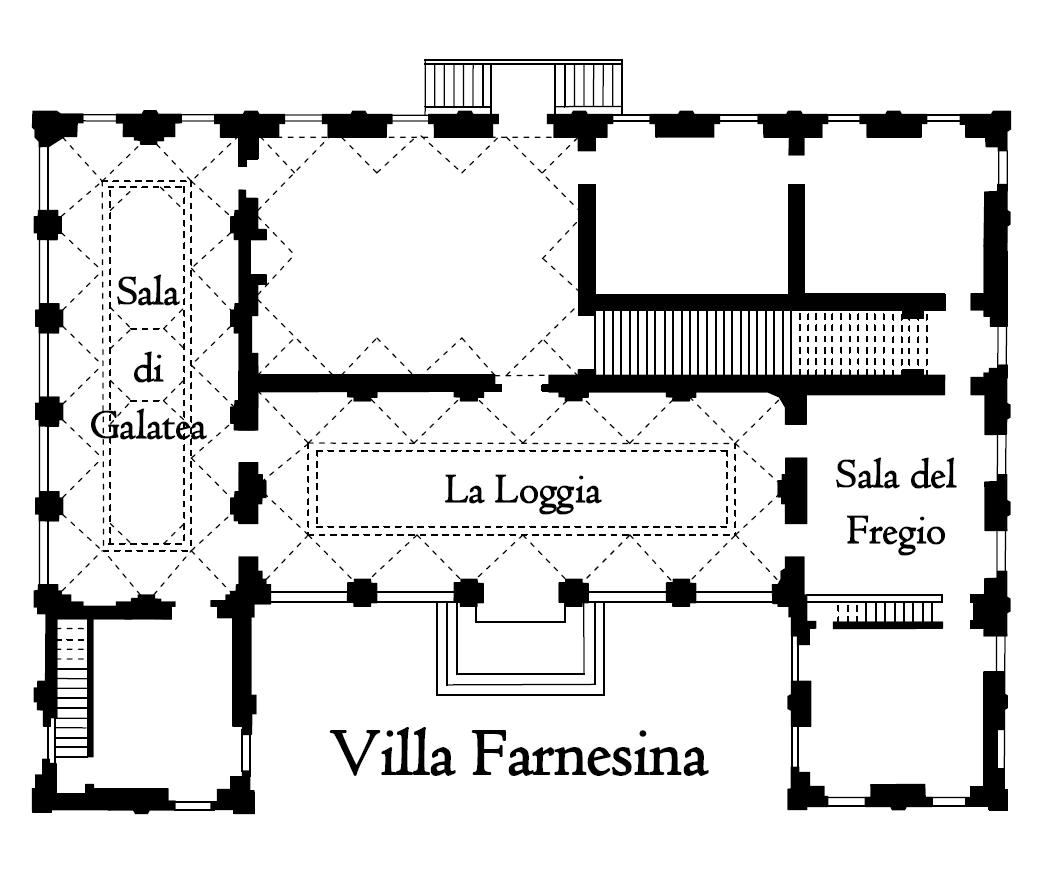
Planta da Villa Farnesina

A Villa Farnesina distingue-se das construções contemporâneas logo pela fachada: não estão presentes, por exemplo, nem a rusticação (bugnato), que já se tinha afirmado desde os tempos de Brunelleschi em Firenze, nem os arcos relativos às janelas do andar térreo, nem colunas ou revestimentos em mármore.
O edifício, em dois andares, possui uma lanta em forma de ferradura, que se abre ao jardim com uma loggia situada no andar térreo e composta por cinco arcos que estão, actualmente, fechados com vitrais de protecção. 
Sendo Baldassare Peruzzi, na origem, um pintor, nesta villa não renuncia a apresentar também intervenções extra-arquitectónicas, como a decoração interna, não aplicada em relevos de mármore, mas pintada ou estucada com perícia prospectiva, assim como os afrescos murais que representam um espaço exterior, dando assim a ilusão de se observar uma cena agreste logo fora das colunas e dos arcos.

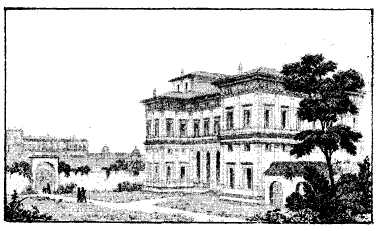
Desenho da Villa Farnesina (1907).

A loggia servia de palco cénico para as festas e as representações teatrais organizadas pelo proprietário. A fachada, ornada com pilastras de Ordem Toscana, é fechada no alto por uma cornija com um festão de Putti. 
Os espaços são decorados com numerosos afrescos. Na loggia, pintada com um emaranhado de festões e formando um continuum com o jardim, encontra-se o ciclo La storia di Amore e Psiche (A história de Cupido e Psiquê), efectuado por Apuleio, por Rafael Sanzio e pelos seus alunos (Raffaellino del Colle, Giovanni Francesco Penni, Giulio Romano e Giovanni da Udine).
Numa das salas contíguas à loggia encontra-se o afresco de Rafael Il Trionfo di Galatea (o Triunfo de Galatea). Para esta sala, Sebastiano del Piombo, acabado de chegar a Roma vindo de Veneza juntamente com Agostino Chigi, afrescou as doze lunetas com imagens mitológicas, tendo o cuidado de manter os tons particularmente airosos da coloração veneta. Noutra sala, pintou a imagem de Polifemo, ladeada pelo afresco de Rafael, enquanto o tecto da sala de Galatea foi afrescado por Baldassarre Peruzzi, representando temas mitológicos através do horóscopo de Agostino Chigi.

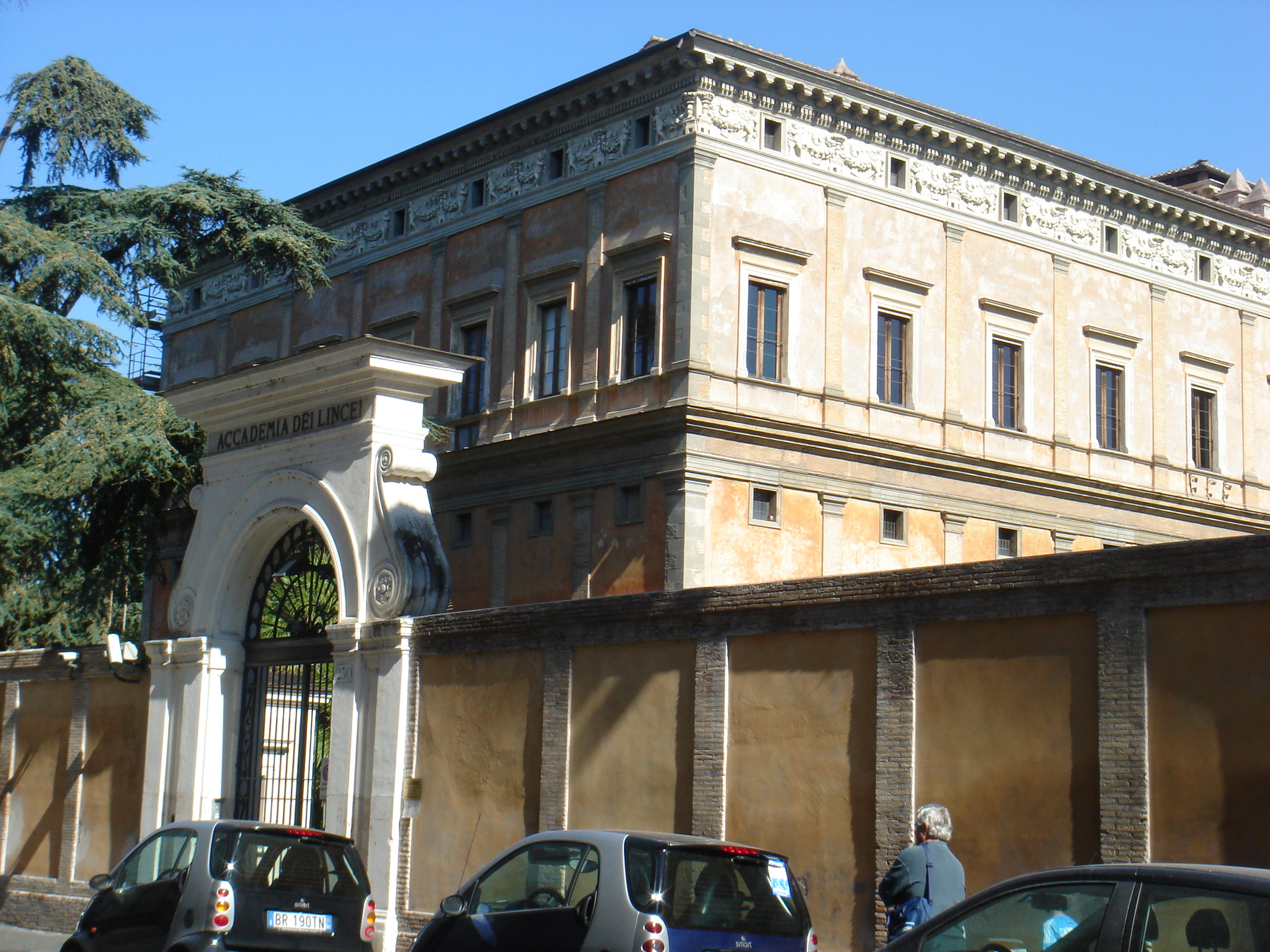
A Villa Farnesina vista da rua.

Na realidade, uma das lunetas parece estranha ao conjunto, a da chamada cabeça gigante. Esta luneta, representando uma grande cara que ocupa todo o seu espaço, não foi executada por Sebastiano, sendo pintada em tons monocromáticos. A lenda sustenta que esta pintura saiu das mãos de Michelangelo, vindo em visita ao amigo Sebastiano del Piombo, o qual teria desenhado este belo exemplo de estudo anatómico para "dar uma lição" ao rival Rafael, que trabalhava no "Trionfo di Galatea". No entanto, esta lenda não tem fundamento, pois foi demonstrada a paternidade do desenho por Peruzzi.

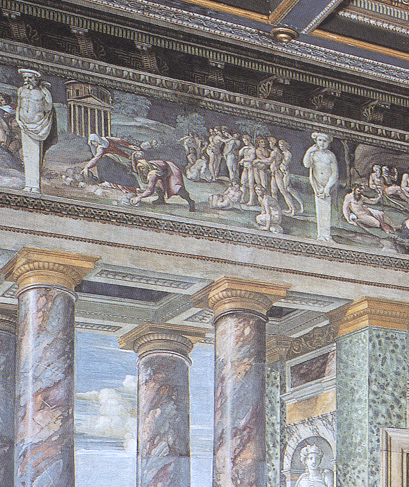
Frescos da Sala das Perspectivas, executados por Baldassare Peruzzi (c. 1510).

No andar superior encontra-se a sala das perspectivas, pintada ilusionisticamente como loggia, na qual, entre as falsas arquitecturas se percebem paisagens romanas e uma vista do Trastevere. Numa sala secundária, o quarto de cama de Agostino Chigi, encontra-se um ciclo de afrescos de Sodoma sobre a vida de Alexandre Magno, entre os quais se encontra Le nozze di Alessandro e Rossane (As bodas de Alexandre e Rosana).
Nas paredes da Sala das Perspectivas é fácil individualizar incisões e grafismos vândalos que remontam ao Saque de Roma, em 1527, feitas pelos landsknechte (mercenários alemães).
Actualmente, a Villa Farnesina hospeda a Accademia dei Lincei, a qual conta entre os seus primeiros membros Galileo Galilei, e o Gabinetto dei Disegni e delle Stampe, a colecção gráfica nacional. A Accademia utiliza a villa como sede de representação.

### Obras de Rafael Sanzio na Villa Farnesina

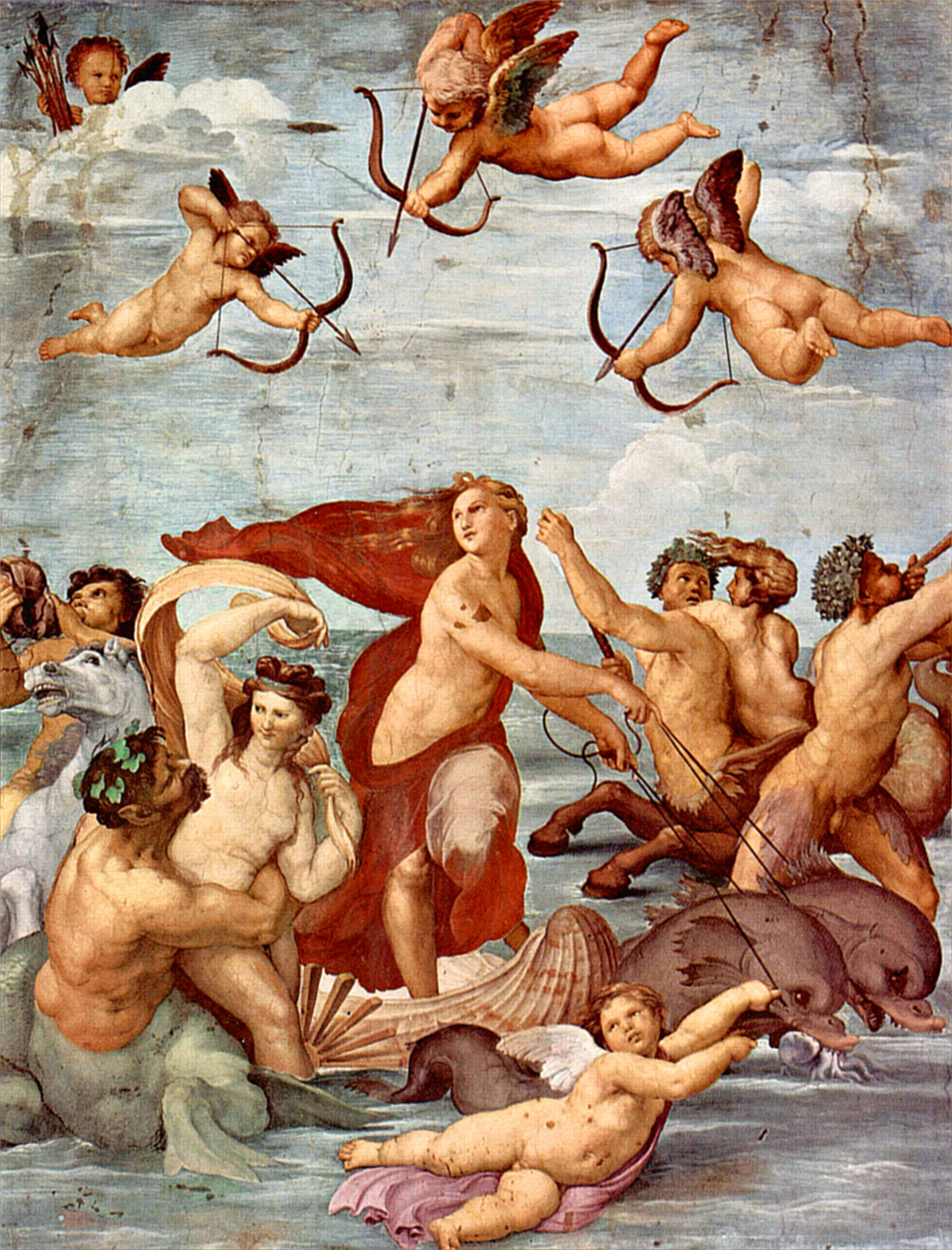
Il trionfo di Galatea, de Rafael Sanzio
Loggia di Psiche, tecto a fresco pintado por Rafael e seus alunos
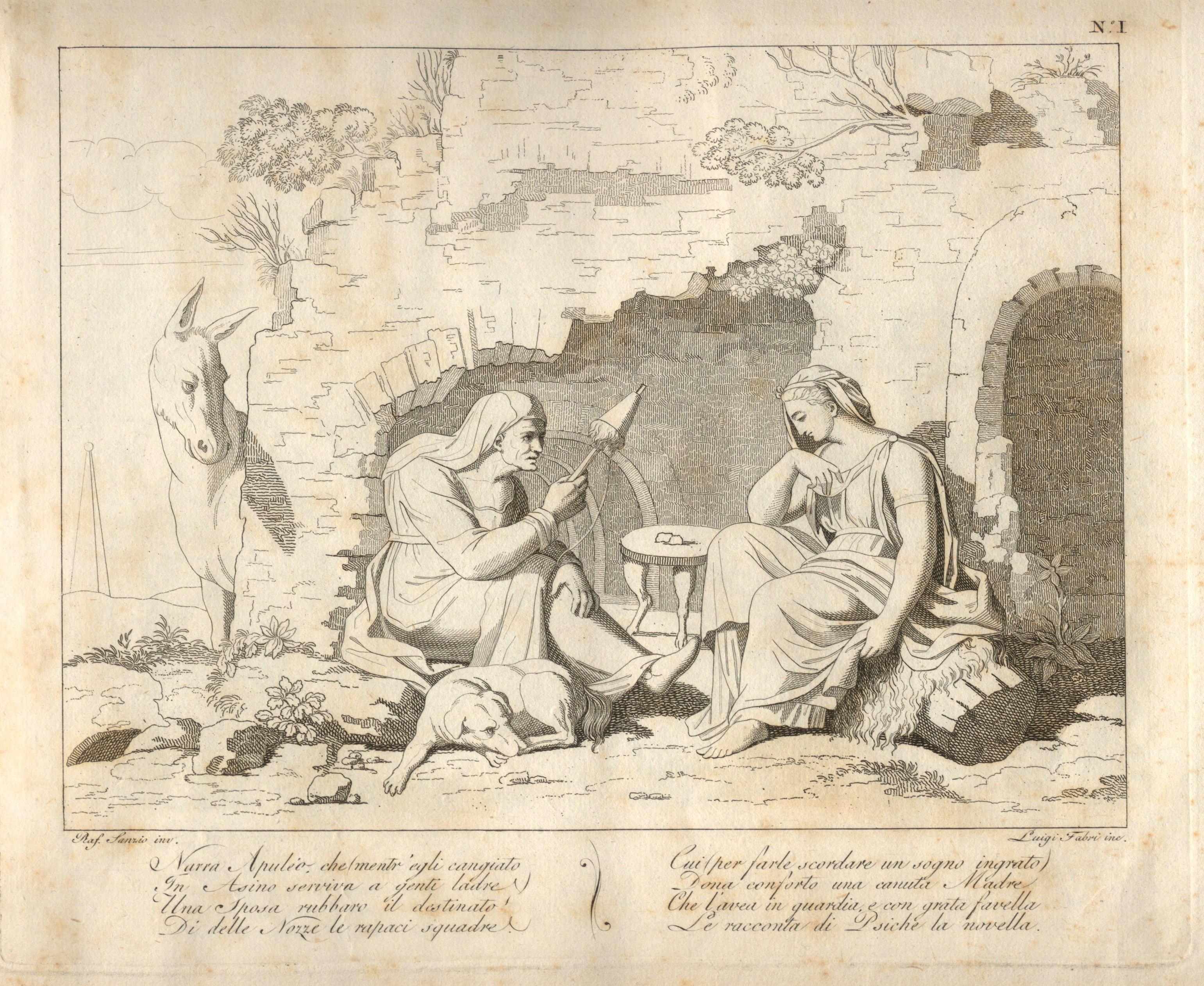
La favola di Amore e Psiche (incisão de Raffaello)

## Casa da Farnesina
Casa da Farnesina é o nome de uma residência aristocrática que se pensa ter sido a residência de Marco Vipsânio Agripa e Júlia que ficava parcialmente abaixo da Villa Farnesina. As pinturas murais - tal como as da Casa de Lívia - mostram uma combinação entre o segundo e o terceiro estilo da pintura mural romana. As pinturas mostram imagens mitológicas centrais sobre um fundo branco, circundadas por uma faixa encarnada. No fundo estão representadas colunas e outros elementos arquitectónicos. A habitação foi descoberta durante os trabalhos para a construção dos aterros nas margens do Tibre na década de 1880.